# حكومة العرباوي الثانية
حكومة النذيرالعرباوي الثانية حكومة جزائرية كُلّف برئاستها الوزير الأول محمد النذير العرباوي الذي عيّنهُ رئيس الجمهورية عبد المجيد تبون في 11 نوفمبر 2023و بعد تقديم استقالته بعد اعادة انتخاب عبد المجيد تبون رئيسا للجمهورية الجزائرية
تم الابقاء على محمد النذير العرباوي وزيرًا أول،فيما شهدت تشكيلة الحكومة الجديدة تعدبلات وزارية.

## أعضاء الحكومة
رئيس الجمهورية عبد المجيد تبون

### الوزراء
- نذير العرباوي الوزير الأول[2]
- السعيد شنقريحة وزير منتدب لدى وزير الدفاع الوطني، رئيس أركان الجيش الوطني الشعبي
- أحمد عطاف وزير دولة ، وزير الشؤون الخارجية والجالية الوطنية بالخارج والشؤون الإفريقية
- محمد عرقاب وزير دولة ، وزير الطاقة والمناجم والطاقات المتجدّدة
- ابراهيم مراد وزير الداخلية والجماعات المحلية والتهيئة العمرانية
- لطفي بوجمعة وزير العدل حافظ الأختام
- لعزيز فايد وزيرا للمالية
- العيد ربيقة وزير المجاهدين وذوي الحقوق
- يوسف بلمهدي وزير الشؤون الدينية والأوقاف
- محمد صغير سعداوي وزير التربية الوطنية
- كمال بداري وزير التعليم العالي والبحث العلمي
- ياسين المهدي وليد وزير التكوين والتعليم المهنيين
- زهير بللو وزير الثقافة والفنون
- مصطفى حيداوي وزير الشباب ، مكلّف بالمجلس الأعلى للشباب
- وليد صادي  وزير الرياضة
- سيدعلي زروقي وزير البريد والمواصلات السلكية واللاسلكية
- صورية مولوجي وزيرة التضامن الوطني والأسرة وقضايا المرأة
- سيفي غريّب وزيرا للصناعة
- يوسف شرفة وزير الفلاحة والتنمية الريفية و الصيد البحري
- محمد طارق بلعريبي وزير السكن والعمران والمدينة
- محمد بوخاري وزير التجارة الخارجية وترقية الصادرات
- الطيب زيتوني وزير التجارة الداخلية وضبط السوق الوطنية
- محمد مزيان وزير الاتصال
- لخضر رخروخ وزير الأشغال العمومية والمنشآت القاعدية
- طه دربال وزير الموارد المائية
- سعيد سعيود وزير النقل
- حورية مداحي وزيرة السياحة والحرف التقليدية
- عبد الحق سايحي وزير الصحة
- فيصل بن طالب وزير العمل والتشغيل والضمان الاجتماعي
- كوثر كريكو وزيرة العلاقات مع البرلمان
- جيبة جيلالي وزيرة البيئة وجودة الحياة
- نور الدين وضاح وزير اقتصاد المعرفة والمؤسسات الناشئة والمؤسسات المصغرّة
- فؤاد حاجي …............… وزير منتدب لدى وزير الصناعة ، مكلّف بالإنتاج الصيدلاني
- سفيان شايب …...........… كاتب دولة لدى وزير الشؤون الخارجية ، مكلّف بالجالية الوطنية بالخارج
- سلمة بختة منصوري …...… كاتبة دولة لدى وزير الشؤون الخارجية، مكلّفة بالشؤون الإفريقية
- كريمة طافر ……............ كاتبة دولة لدى وزير الطاقة ، مكلّفة بالمناجم
- نور الدين يسع ...........…… كاتب دولة لدى وزير الطاقة ، مكلّف بالطاقات المتجدّدة
- يحيى بوخاري الأمين العام للحكومة.
- عبد العزيز خلاف مديرا لديوان رئاسة الجمهورية